# فيكتور ألكوسر
فيكتور ألكوسر (بالإسبانية: Víctor Alcocer)‏ هو ممثل مكسيكي، ولد في 23 مارس 1917 في ماردة في المكسيك، وتوفي في 2 أكتوبر 1984 في مدينة مكسيكو في المكسيك.

## وصلات خارجية
- فيكتور ألكوسر على موقع IMDb (الإنجليزية)
- فيكتور ألكوسر على موقع ألو سيني (الفرنسية)
- فيكتور ألكوسر على موقع أول موفي (الإنجليزية)
- فيكتور ألكوسر على موقع قاعدة بيانات الأفلام السويدية (السويدية)
- فيكتور ألكوسر على موقع قاعدة بيانات الفيلم (الإنجليزية)
- فيكتور ألكوسر على موقع كينوبويسك (الروسية)